# Pokusa (film 1936)
Pokusa (Desire) – amerykański film z 1936 roku.
Pokusa jest nową wersją niemieckiego filmu Die Schönen Tage von Aranjuez. Rolę Carlosa miał zagrać oryginalnie John Gilbert, jednak aktor zmarł na tydzień przed rozpoczęciem zdjęć i zastąpił go John Halliday. Pokusa okazała się sukcesem kinowym.

## Obsada
- Marlene Dietrich – Madeleine de Beaupre
- Gary Cooper – Tom Bradley
- John Halliday – Carlos Margoli
- William Frawley – pan Gibson
- Ernest Cossart – Aristide Duvalle
- Akim Tamiroff – Avilia
- Alan Mowbray – doktor Maurice Pauquet
- Zeffie Tilbury – ciotka Olga
- Gaston Glass – Sprzedawca w sklepie jubilerskim
- Enrique Acosta – Pedro, lokaj